# Baby Huey (chanteur)
Pour les articles homonymes, voir Ramey et Baby Huey.
James Ramey au nom de scène de Baby Huey (né le 17 août 1944 à Richmond, dans l'Indiana aux États-Unis et mort le 28 octobre 1970 à Chicago) est un chanteur de soul américain. Il est le leader du groupe Baby Huey & The Babysitters. Leur unique album The Baby Huey Story : The Living Legend a influencé le développement de la musique hip-hop.

## Jeunesse et carrière
Il est l'ainé, et a ses trois sœurs : Teresa, Micah Ann et Patricia dont les parents sont Robert (1925-1997) et Ernestine Ramey (1928-1997). Alors qu'il est âgé de dix-neuf ans, en 1963, sa famille déménage à Chicago, dans l'Illinois. 
Déjà amis au lycée, James et Melvyn « Deacon » Jones (en) ont joué dans l'Indiana et le Michigan avec un groupe nommé Richmond's Own Vets ou The Vets. Melvyn « Deacon » Jones, lors d'une interview en 2004, cite : « Jimmy (James) n'avait pas une belle voix ou quoi que ce soit. Mais il était le genre de showman qui pouvait vous séduire, il pouvait surpasser n'importe qui, quand il était sur scène, vous l'aimiez immédiatement ».
Le jeune James est un homme de forte corpulence, pesant environ 160 kg, en raison d'un dysfonctionnement glandulaire qui engendre un dérèglement hormonal. Sa taille imposante a contribué à de belles prestations scéniques, mais lui causa aussi des problèmes de santé. Il a adopté le nom de scène Baby Huey d'après le personnage représentant un caneton géant du même nom dans une série de dessins animés produit par la Paramount Pictures. En 1963, Ramey, Melvyn « Deacon » Jones (clavier et trompette) et Johnny Ross (guitare) fondent le groupe appelé Baby Huey & The Babysitters, qui devient populaire localement et publie plusieurs singles sur 45 tours. Les quatre chansons, Beg Me, Monkey Man, Messin 'With The Kid et Just Being Careful ont uniquement été éditées en singles.
À la fin des années 1960, le groupe suit l'exemple de Sly and the Family Stone et devient un groupe de Soul psychédélique. Ramey commence à porter des coiffures afro et revêt des robes psychédéliques d'inspiration africaine. Les Babysitters est alors un groupe populaire, mais ils ne prend jamais le temps d'enregistrer un album.
En 1969, leur agent Marv Heiman arrive à les faire accepter à une audition avec l'arrangeur de Curtom Records (en) Donny Hathaway. Ce dernier est très impressionné par le groupe et obtient la venue du créateur de Curtom Records Curtis Mayfield la nuit suivante. Mayfield accepte de signer avec Baby Huey, mais pas pour les autres membres du groupe. Malgré tout, le groupe participe à l'enregistrement du premier album de Ramey, mais un sentiment de malaise apparaît et Jones quitte le groupe pendant l'enregistrement. Il est également probable que Ross l'ait quitté quelque temps auparavant.
En 1970, Ramey est devenu dépendant à l'héroïne et son poids est devenu problématique à plus de 180 kg. Il commence à être régulièrement absent de ses concerts ou y arrive en retard. Sur l'insistance de son entourage, il tente brièvement une cure de désintoxication au printemps 1970. En plus de l'héroïne, Ramey a également des problèmes d'alcool.

## Décès
Le 28 octobre 1970, James Ramey meurt d'une crise cardiaque liée à sa consommation de drogue à l'âge de vingt-six ans dans une chambre de motel de Chicago. Ses funérailles ont lieu le 1 novembre 1970, dans sa ville natale de Richmond où il est enterré dans les jardins du Glen Havens Memorial.

## Héritage
L'unique album de James Ramey, The Baby Huey Story : The Living Legend, a été publié à titre posthume. Produit par Curtis Mayfield, l'album comporte plusieurs compositions de Mayfield et deux compositions originales de Baby Huey, ainsi qu'une reprise de A Change Is Gonna Come de Sam Cooke. L'album ne se vend pas bien lors de sa sortie initiale, et a été largement oublié par le grand public. Aujourd'hui, l'album est considéré comme un classique de son époque.